# IC 1084
IC 1084 је елиптична галаксија у сазвјежђу Вага која се налази на листи објеката дубоког неба у Индекс каталогу.
Деклинација објекта је - 7° 28' 32" а ректасцензија 15h 1m 14,8s. Привидна величина (магнитуда) објекта IC 1084 износи 14,2 а фотографска магнитуда 15,2. IC 1084 је још познат и под ознакама MCG -1-38-17, PGC 53648.